# Pavel Hečko
Pavel Hečko (* 8. listopadu 1951 Červená Voda) je český fotograf.

## Biografie
Vyučil se knihkupcem, absolvoval Střední všeobecně vzdělávací školu v Praze a externě vystudoval fotografii na FAMU v Praze (1981). Od roku 1982 pracuje jako fotograf na volné noze, od r. 1994 je pedagogem na SPGŠ. Žije v Praze.
Zabývá se především portrétem. Na svých snímcích zaznamenává nejen vnější podobu fotografovaných, ale i mnohé prvky jejich povahy a pocitů. Zajímá ho vyhledávání fyziologických a povahových shod a odlišností – například soubor Sestry, Dvojčata, Inverzní portréty, ve kterých využil možnosti porovnání na základě stranově převrácených snímků. V souboru vystaveném r. 1988 ve Fotochemě srovnává staré portréty stejných lidí (nebo sám sebe) s fotografiemi z jiné doby, ale z téhož prostředí.
„Pavel Hečko je dnes málo známý,“ říká o Pavlu Hečkovi Vladimír Birgus. „Přitom si myslím, že v portrétní fotografii 70. a 80. let patřil k tomu nejlepšímu, co u nás bylo.“

## Výstavy

### Samostatné
- 1979 Galerie v podloubí, Olomouc
- 1988 Fotochema, Praha
- 1995 Malý Platýz, Praha
- 2005 Česká fotografie 20. století

### Kolektivní
- 1980 Dokumentární fotografie na FAMU, Hodonín
- 1982 Aktuální fotografie, Brno
- 1985 Fotografie absolventů FAMU, Brno
- 1987 Fotografie absolventů FAMU, Praha
- 1985 V čase, Bratislava
- 1989 Současná československá fotografie, Amsterdam
- 1989 Československá fotografie 1945–1989, Praha
- 1989 37 fotografů na Chmelnici, Praha
- 1990 Československá fotografie současnosti, Kolín nad Rýnem